# Теребіжі (ландшафтний заказник)
Ландшафтний  заказник «Теребіжі» (втрачений) – об’єкт природно-заповідного фонду, що був оголошений рішенням виконкому Хмельницької обласної Ради депутатів трудящих від 04.04.2001 р. №10 на землях ДП «Славуцький лісгосп» (Галицьке лісництво). Адміністративне розташування – м.  Славута, Хмельницька область.

## Характеристика
Площа – 32,1 га.
Об’єкт на момент створення був територією, де зростають рідкісні рослини.

## Скасування
Станом на 1.01.2016 року об'єкт не міститься в офіційних переліках територій та об'єктів природно-заповідного фонду, оприлюднених на Єдиному державному вебпорталі відкритих даних http://data.gov.ua/ [Архівовано 4 травня 2016 у Wayback Machine.]. Проте ні в Міністерстві екології та природних ресурсів України, ні у Департаменті екології та природних ресурсів Хмельницької обласної державної адміністрації відсутня інформація про те, коли і яким саме рішенням було скасовано даний об'єкт природно-заповідного фонду. Таким чином, причина та дата скасування на сьогодні не відома.
Вся інформація про створення об'єкту взята із текстів зазначених у статті рішень обласної ради, що надані Державним управлянням екології та природних ресурсів Хмельницької області Всеукраїнській громадській організації «Національний екологічний центр України»..